# Championnats du monde de pentathlon moderne 1994
Navigation
Édition précédente Édition suivante
Les Championnats du monde de pentathlon moderne 1994 se sont tenus à Sheffield, au  Royaume-Uni.

## Podiums

### Hommes
| Épreuves    | Or                                                          | Argent                                                    | Bronze                                                        |
| ----------- | ----------------------------------------------------------- | --------------------------------------------------------- | ------------------------------------------------------------- |
| Individuel  | Russie Dmitry Svatkovsky                                    | France Christophe Ruer                                    | Hongrie János Martinek                                        |
| Par équipes | France Sébastien Deleigne Christophe Ruer Frédéric Frontier | Royaume-Uni Richard Phelps Graham Brookhouse Greg Whyte   | Biélorussie Andrey Smirnov Sergey Korchun Aleksandr Borisenko |
| Relais      | Hongrie László Fábián Attila Kálnoki Kis János Martinek     | Pologne Maciej Czyżowicz Andrzej Stefanek Dariusz Mejsner | Russie Dmitry Svatkovsky Andrey Zhigipov Andrey Tropin        |

### Femmes
| Épreuves    | Or                                                          | Argent                                           | Bronze                                               |
| ----------- | ----------------------------------------------------------- | ------------------------------------------------ | ---------------------------------------------------- |
| Individuel  | Danemark Eva Fjellerup                                      | Biélorussie Zhanna Shubenok                      | Hongrie Emese Köbiö                                  |
| Par équipes | Italie Federica Foghetti Barbara Boccolari Emanuela Gabella | Pologne Iwona Kowalewska Dorota Idzi Anna Sulima | Hongrie Emese Köblö Eszter Hortobágyi Iréne Kovács   |
| Relais      | Pologne Iwona Kowalewska Dorota Idzi Anna Sulima            | Hongrie Eszter Hortobágyi Emese Köblö Bea Simóka | Danemark Eva Fjellerup Pernille Svarre Nina Andersen |